# Monruzi vénusz
A monruzi vénuszt (vagy neuchâteli vénusz) 1991-ben találták a Neuchâteli-tó partján haladó N5-ös főút építése közben, Monruzban, a Neuchâtel (Neuenburg) település keleti részét alkotó városrészben. Ez az idolfigurák eddig ismert legfiatalabbja, körülbelül 11 000 éves, az európai őskőkorszak legutolsó szakaszában keletkezett. Ez a magdaléni kultúra idejének utolsó szakasza.
A figura mindössze 18 mm magasságú függő, nem tudni, hogy fülbevaló, vagy medál volt-e. Méretében is erősen eltér a tipikus gravetti vénuszszobroktól.

## Külső hivatkozások
- donsmaps